# Gondi
Gondi (go-n-dee), às vezes escrito como ghondi ou gundi, é um prato judeu persa  de almôndegas  feito de cordeiro moído, vitela ou frango  tradicionalmente servido em Shabat . O limão às vezes é usado como ingrediente. Os gondi são servidos como parte da sopa de galinha servida no Shabat e em outros feriados judaicos, semelhantes às bolas de matzo de seus equivalentes judaicos Ashkenazi .
Às vezes, também são servidos como acompanhamento ou como aperitivo . Os acompanhamentos incluem pão do Oriente Médio e verduras cruas, como hortelã, agrião e manjericão .

## Origens
A origem de Gondi não é conhecida com certeza, já que a comunidade judaica que reside em várias cidades do Irã é a originária, mas geralmente é dito que foi feito pela primeira vez na comunidade judaica de Teerã . Devido ao custo da carne, era uma especialidade para o Shabat . É um dos poucos pratos creditados aos judeus iranianos.

## Ingredientes
As receitas de gondi normalmente incluem alguma forma de carne moída, farinha de grão de bico  (que pode ser preparada com grão de bico torrado), cebola desfiada, cardamomo moído e sal.